# طاولة سرير جانبية

طاولة سرير جانبية مع درج وثلاثة رفوف

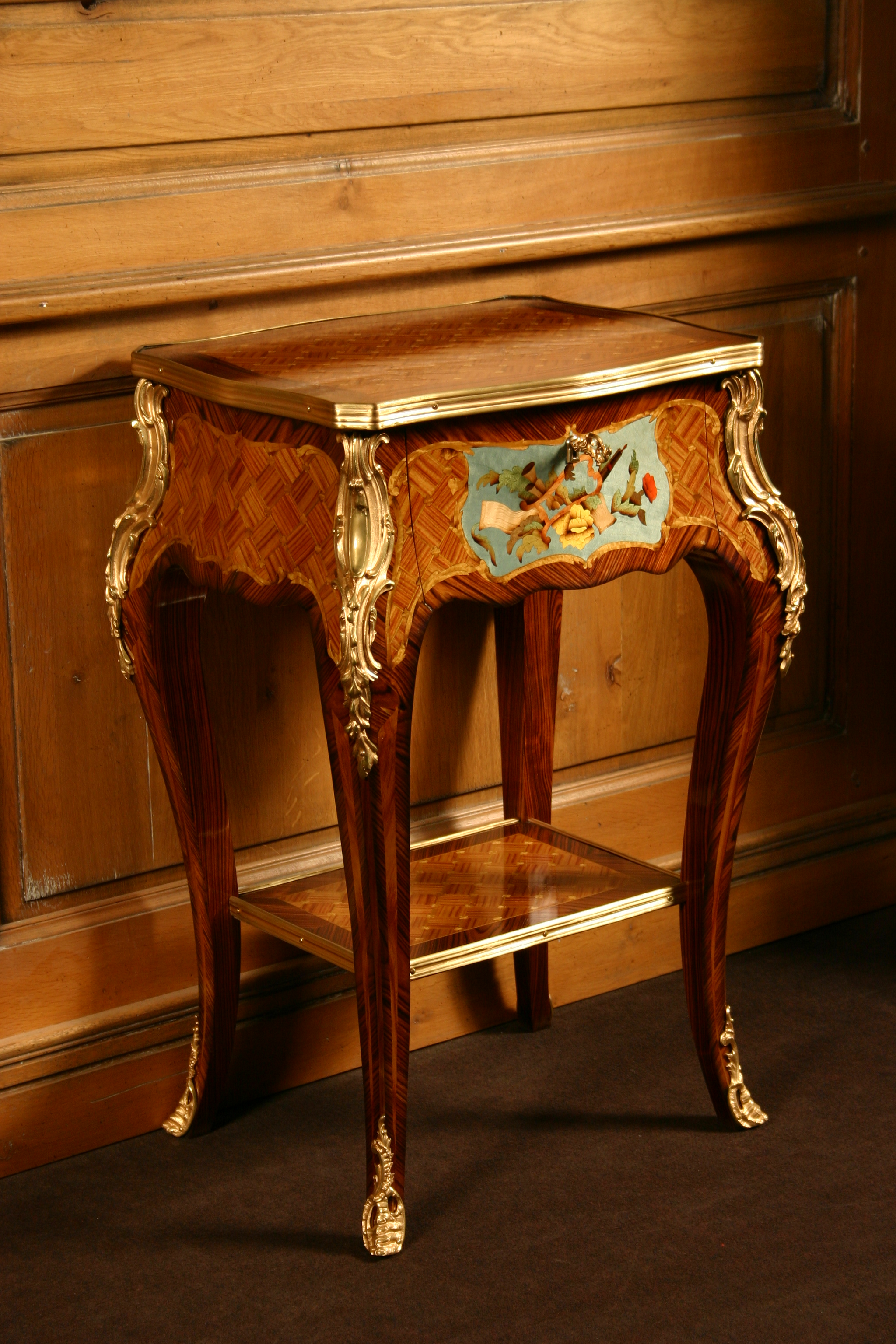
طاولة سرير جانبية على طراز لويس الخامس عشر

طاولة سرير جانبية أو المنضدة الليلية أو خزانة السرير  هي منضدة صغيرة أو خزانة تكون بجانب سرير أو في أي مكان آخر من غرفة النوم. المنضدات الليلية الحديثة طاولاتٌ صغيرة بجانب السرير، ذات درج واحد غالبًا، وأحيانا ذات باب صغير. غالبًا ما تستخدم لدعم العناصر التي قد تكون مفيدة أثناء الليل، مثل مصباح الطاولة أو المنبه أو كتاب أو الهاتف أو النظارات أو مشروب أو دواء.
كانت الوظيفة الرئيسة لمنضدة النوم قبل انتشار المراحيض هي احتواء القعادة. ولذلك كانت المنضدات الليلية المبكرة غالبًا خزائن صغيرة مزودة بدرج أحيانًا، وعادة ما تحتوي على مساحة تخزين مغلقة أدناه مغطاة بباب واحد أو أكثر. مصطلح آخر يُعطى أحيانًا لمثل هذه الخزانات هو  كومودينو.